# Cateratte di Riparotti

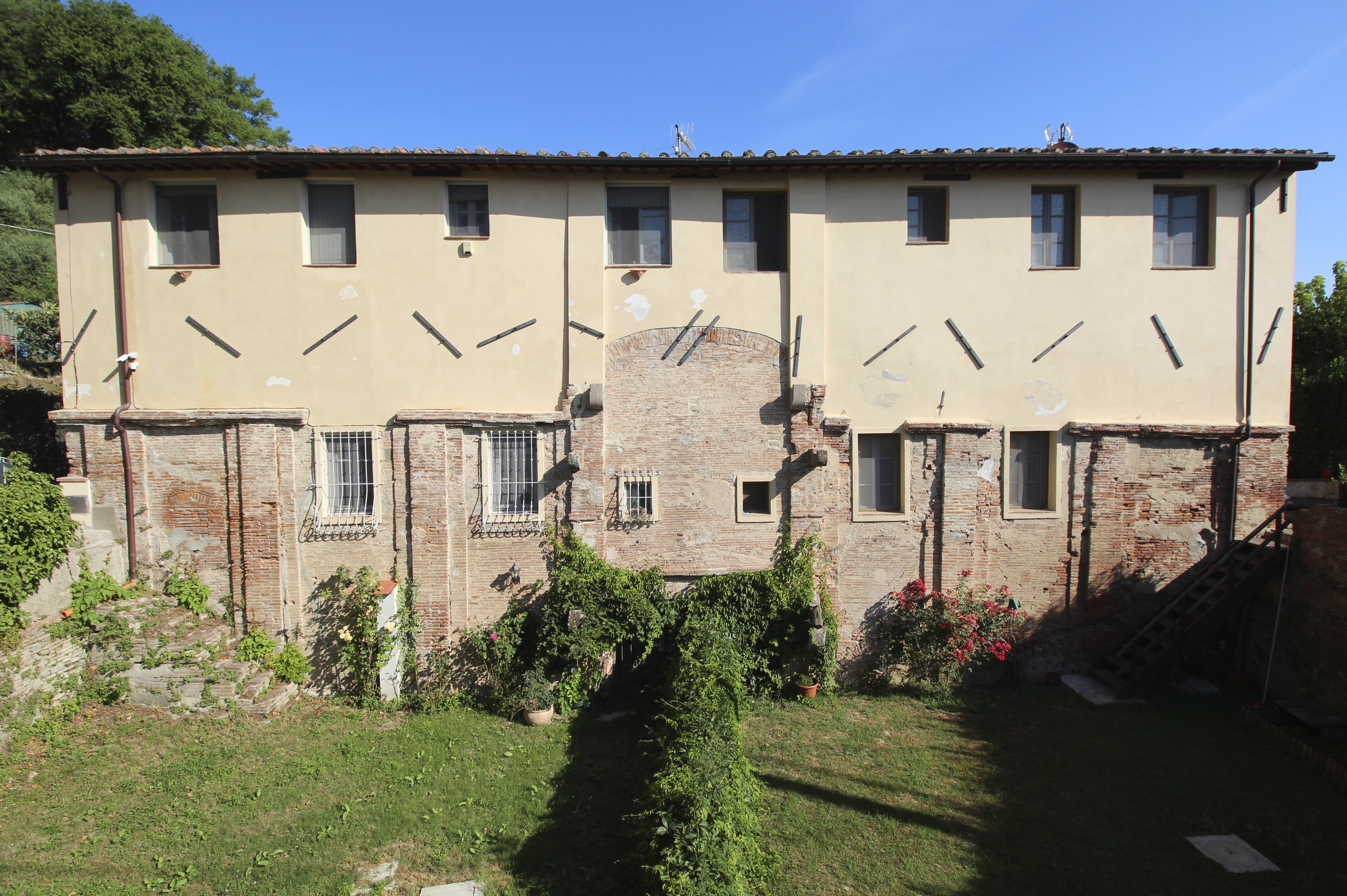
Le antiche Cateratte di Riparotti

Le Cateratte di Riparotti erano delle chiuse fluviali costruite nel 1583. Si trovano nel comune di Vicopisano, nella omonima località prossima all'abitato di San Giovanni alla Vena. Attualmente non sono più operanti e, pur conservando a vista molte delle strutture idrauliche antiche, sono attualmente adibite ad abitazioni private.

## Storia
Le cateratte furono costruite nel 1583 per regolare la confluenza della Serezza in Arno e sono una conseguenza dei lavori di bonifica idraulica che si effettuarono in questa zona a partire dal 1560. Con una serie di tagli, infatti, l'Arno fu rettificato con un corso più meridionale da Montecchio sino appunto a Riparotti: fu perciò necessario dare un nuovo corso ai fiumi e canali che sboccavano un tempo in Arno e che furono prolungati sino a raggiungere il nuovo alveo del fiume. La Serezza, che fino al 1560 sboccava in Arno a Vicopisano, fu quindi prolungata di circa un Km sino alla nuova confluenza di Riparotti, dove furono costruite le cateratte omonime.
Le cateratte erano necessarie per evitare che le acque dell'Arno in piena si riversassero nella Serezza e raggiungessero a ritroso la zona del Lago di Bientina per poi arrivare ed allagare la pianura circostante Lucca. Per questo motivo i lucchesi ebbero la gestione delle cateratte, seppure esse si trovasse nel territorio del Granducato di Toscana.

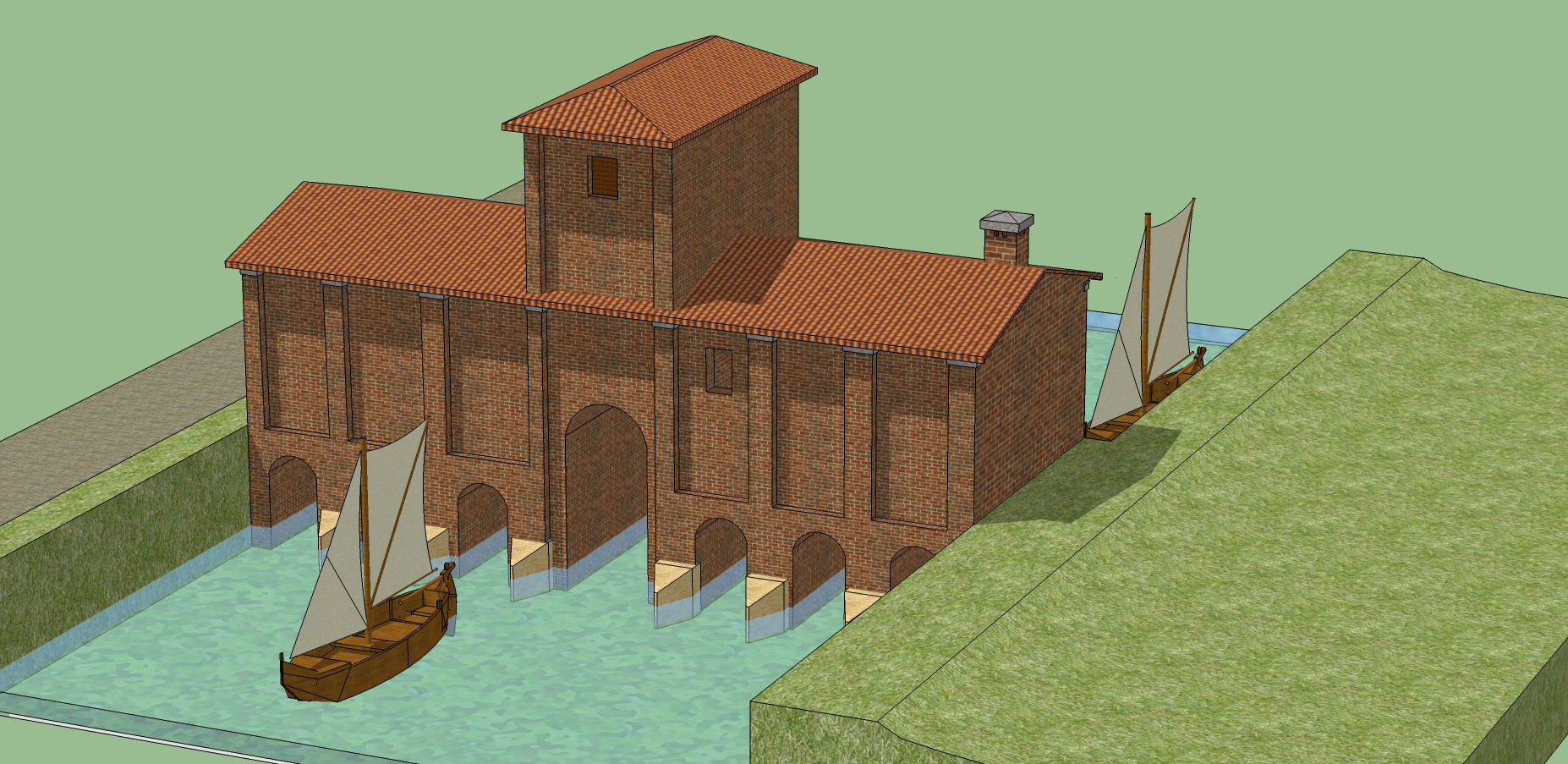
Una ricostruzione 3d delle cateratti di Riparotti prima delle modifiche Settecentesche

Inizialmente le cateratte avevano una conformazione a sette luci, che furono poi ridotte alle attuali tre nel XVIII secolo: non furono mai dotate di "sostegno" motivo per cui i navicelli non potevano transitarvi quando uno dei due corsi d'acqua era in piena.

### Dismissione
Nel corso dei secoli la Serezza venne sempre più colmata dai detriti e ridusse progressivamente la propria portata; ma soprattutto fu affiancata dai nuovi canali che furono costruiti per gestire la complessa situazione idraulica della zona. Nel 1763 venne infatti costruito il Canale Imperiale le cui cateratte di Ximenes sono ancora visibili a poche decine di metri da quelle di Riparotti. Infine nel 1859 venne completato il Canale Emissario del Lago di Bientina con l'attraversamento sotterraneo del fiume Arno, progettato da Alessandro Manetti.
Negli anni '50/60 del Novecento il fiume Serezza fu voltato nell'Emissario all'altezza di Vicopisano, per cui attualmente esiste ancora il suo alveo da Vicopisano a Riparotti, anche se non è più interessato da un flusso costante di acque.